# Carl Friedrich Heinzmann

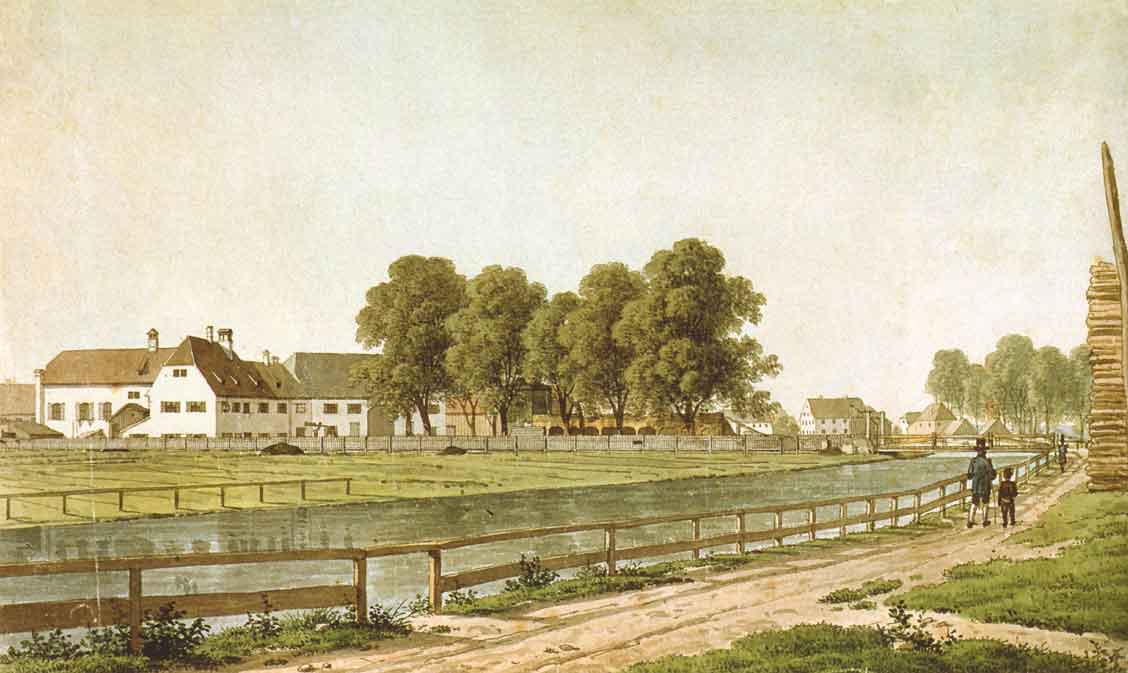
Der Pesenbach in der Isarvorstadt, 1826

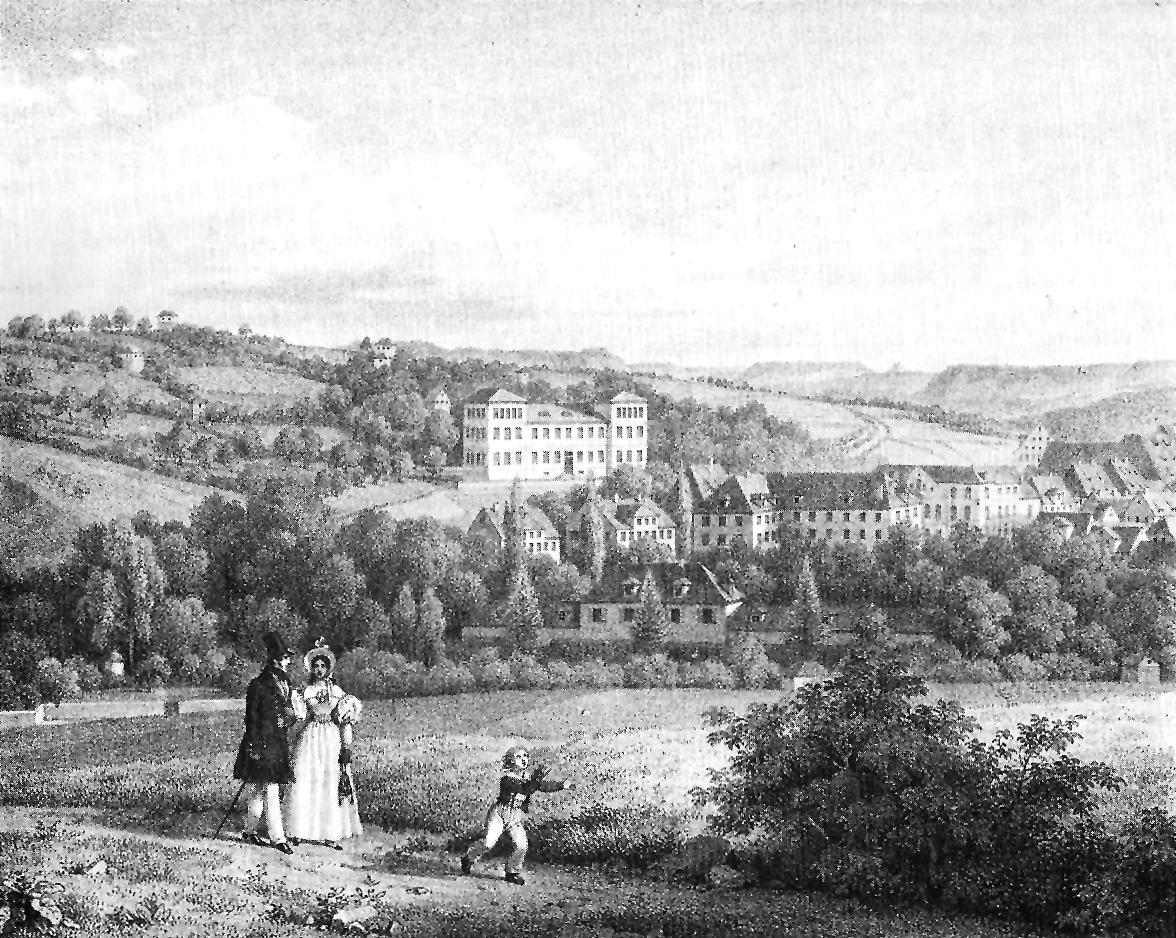
Anatomieinstitut in Tübingen von Carl Dörr, ca. 1840, lithographiert von Carl Friedrich Heinzmann

Carl Friedrich Heinzmann (* 2. Dezember 1795 in Stuttgart; † 9. Juli 1846) war ein deutscher Landschafts- und Porzellanmaler sowie Lithograph.

## Leben und Werk
Carl Friedrich Heinzmann wurde beim Hofmaler Johann Baptist Seele unterrichtet und begann 1814 als Freiwilliger den Militärdienst. Obwohl er in Frankreich zum Offizier befördert wurde, verließ er die militärische Laufbahn, um sich, vom König unterstützt, zur weiteren Ausbildung 1815 nach München zu begeben. Hier studierte er besonders unter Wilhelm von Kobell die Landschaftsmalerei. Sein vielseitiges Talent fand bald solche Anerkennung, dass er schon 1822 eine Anstellung an der königlichen Porzellan-Manufaktur erhielt. Er malte meist heitere und friedliche Naturszenen, denen er durch vollendete und sorgfältige Ausführung einen einzigartigen Stil verlieh.
Mit besonderer Vorliebe verbrachte er seine Zeit in den Bayerischen, Schweizer und Tiroler Alpen, welche ihm Stoff zu einer Reihe von hochgeschätzten Bildern gaben. Außer eigenen Kompositionen stellte er auf Platten, Tellern und Vasen viele Kopien von berühmten Gemälden der Pinakothek her. Zu seinen Hauptwerken zählte eine mit Abbildungen sämtlicher Waffengattungen der bayerischen Armee geschmückte Prachtvase, ein Geschenk des Kronprinzen Maximilian an den Sultan, ferner eine Tafel mit den verschiedenen Ansichten Münchens und dem Münchner Umland, die dem König Otto bei seiner Abreise nach Griechenland überreicht wurde.
Im Jahr 1843 ging er nach Italien. Er konnte aber die Fülle der dort gemachten Skizzen künstlerisch nicht weiterverarbeiten, da er schon am 9. Juli 1846 einer heftigen Lungenentzündung erlag.

## Würdigung
Unter seinen Ölbildern sind mehrere Landschaften zu nennen, öfter mit militärischer Staffage. Er erstellte 1823 eine Lithographie eines Kosakenritts und lithographierte viele Blätter nach eigener Vorlage (Schweizer und Tiroler Gegenden) oder nach anderen Meistern. Zu Letzteren gehören z. B. „die Palikaren“ nach Peter von Hess; „Rückzug aus Russland“ nach Albrecht Adam; „die Kapelle auf dem Rothenberg“ nach Johann Friedrich Steinkopf (für den Württembergischen Kunstverein); „Ansicht der Glyptothek“, nach Leo von Klenze. Für den großen Atlas zu Atanazy Raczyńskis Geschichte der neueren Kunst (1840) lithographierte er den „Einzug des Kaiser Ludwigs in München“ (nach Bernhard von Neher), die „Ansicht der Walhalla“ (nach Leo von Klenze) und den „Verbrecher aus verlorner Ehre“ (nach Wilhelm von Kaulbach). Er erstellte auch einige Radierungen, z. B. „Landleute aus dem bayerischen Gebirge“; einen „Tiroler Bauer nach dem Leben gezeichnet in Eschenlohe 1827“ sowie eine „Christmarkt-Szene“ (1843).